# Max Verstappen
Max Emilian Verstappen (tiếng Hà Lan: mɑks eːˈmiliɑn vɛrˈstɑpən, sinh ngày 30 tháng 9 năm 1997) là một tay đua người Hà Lan-Bỉ thi đấu dưới lá cờ Hà Lan tại  Công thức 1 cho đội Red Bull Racing. Verstappen đã giành bốn chức vô địch thế giới tay đua Công thức 1 liên tiếp từ năm 2021 đến 2024 cùng Red Bull, và đã thắng 21 chặng Grand Prix trong suốt 11 mùa giải.
Sinh ra tại Hasselt và lớn lên ở Maaseik, Verstappen là con trai của tay đua Formula One người Hà Lan từng thi đấu Jos Verstappen và cựu tay đua kart người Bỉ Sophie Kumpen. Sau một sự nghiệp kart thành công — đỉnh cao là mùa giải phá kỷ lục năm 2013 — Verstappen đã bước lên các giải đua công thức trẻ. Tiến thẳng lên giải FIA European Formula 3, Verstappen đã phá nhiều kỷ lục trên đường giành vị trí thứ ba chung cuộc trong mùa giải rookie đầu tiên của mình với đội Van Amersfoort. Ở tuổi 17, Verstappen ký hợp đồng với Toro Rosso vào năm 2015, thuộc Red Bull Junior Team, trở thành tay đua trẻ nhất trong lịch sử Formula One tại Giải đua Grand Prix. Sau một số lần về điểm trong mùa giải ra mắt, Verstappen tiếp tục giữ vị trí của mình cho mùa giải 2016 trước khi được thăng lên đội chính Red Bull sau bốn chặng đua. Trong lần ra mắt với đội Red Bull ở tuổi 18, Verstappen đã chiến thắng Grand Prix, trở thành tay đua trẻ nhất từng giành chiến thắng tại một chặng đua Formula One. Verstappen giành nhiều chiến thắng trong các mùa giải 2017 và 2018, trước khi về thứ ba chung cuộc ở cả Giải vô địch tay đua thế giới các năm 2019 và 2020 dưới sức mạnh động cơ Honda. 
Verstappen giành chức vô địch đầu tiên vào năm 2021 sau khi vượt qua Lewis Hamilton ở vòng cuối cùng của chặng đua cuối cùng trong mùa giải, trở thành tay đua vô địch thế giới đầu tiên đến từ Hà Lan. Anh tiếp tục giành hai chức vô địch liên tiếp vào các năm 2022 và 2023, lội ngược dòng từ khoảng cách điểm lớn nhất trong lịch sử Formula One ở mùa giải 2022 và phá nhiều kỷ lục trong cả hai mùa giải. Năm 2024, Verstappen bảo vệ thành công danh hiệu vô địch thứ tư liên tiếp sau khi thắng 9 chặng Grand Prix, trong đó có màn trình diễn được đánh giá cao dưới điều kiện thời tiết mưa tại São Paulo, trở thành tay đua đầu tiên trong 41 năm vô địch khi lái xe cho đội đua xếp hạng ba trên bảng xếp hạng nhà sản xuất.
Tính đến Chặng đua GP Ả Rập Xê Út 2022, Verstappen đã giành được 21 chiến thắng chặng, 13 lần giành pole position, 16 lần có vòng chạy nhanh nhất và 61 lần đứng trên bục podium tại Formula One. Ngoài việc là tay đua trẻ nhất từng giành chiến thắng chặng, anh còn giữ nhiều kỷ lục trong Formula One, bao gồm số chiến thắng nhiều nhất trong một mùa giải (19), số lần lên podium nhiều nhất trong một mùa giải (21), số chiến thắng liên tiếp nhiều nhất (10), và số lần giành pole position liên tiếp nhiều nhất (8, cùng với Ayrton Senna). Verstappen có hợp đồng ở lại đội Red Bull ít nhất đến hết mùa giải 2028. Anh cũng thi đấu chuyên nghiệp trong lĩnh vực đua mô phỏng (sim racing) từ năm 2015, giành nhiều chiến thắng ở các giải iRacing danh tiếng. Verstappen được tạp chí Time xếp hạng trong danh sách 100 người có ảnh hưởng nhất toàn cầu năm 2024, và được phong tước sĩ quan trong Huân chương Orange-Nassau năm 2022.

## Sự nghiệp

### Sự nghiệp tiền Công thức 1 (2005-2015)

#### Đua xe kart (2005-2013)
Verstappen bắt đầu sự nghiệp đua xe chuyên nghiệp của mình vào năm 2005 với môn đua xe kart. Từ năm 2006 đến năm 2008, anh đã ba lần vô địch giải đua xe Rotax-Minimax-Challenge của Bỉ. Vào năm 2007, anh cũng đã giành chiến thắng trong giải đua xe Rotax-Minimax-Challenge của Hà Lan. Vào những năm 2008 và 2009, anh đã giành chiến thắng ở hạng minimax của giải đua xe kart Benelux và trở thành nhà vô địch đua xe kart của Bỉ trong cả hai năm này.
Vào năm 2010, Verstappen chuyển sang đua xe kart quốc tế. Anh ngay lập tức giành được vô địch tại các giải đua xe kart WSK Euro Series và WSK World Series cũng như Cúp Bridgestone châu Âu ở hạng KF3. Thêm vào đó, anh về nhì tại giải đua xe kart thế giới CIK-FIA và thứ năm tại giải đua xe kart. Năm 2011, Verstappen bảo vệ chức vô địch ở hạng KF3 của giải đua xe WSK Euro Series. Vào năm 2012, anh về thứ tám của giải vô địch đua xe kart thế giới CIK-FIA hạng KF1. Ở hạng KF2, anh là á quân trong giải đua xe kart thế giới CIK-FIA và vị trí thứ sáu trong giải đua xe WSK Euro Series. Ngoài ra, anh cũng đã giành được chức vô địch tại giải đua xe WSK Master Series trong hạng mục này. Ban đầu, Verstappen đã vô địch giải đua xe kart châu Âu CIK-FIA nhưng bị xuống vị trí thứ 10 do bị phạt.
2013 là năm cuối cùng Verstappen tham gia đua xe kart. Vào năm đó, anh đã giành được cả hai chức vô địch giải đua xe kart châu Âu CIK-FIA hạng KF và KZ. Ngoài ra, anh cũng đã vô địch giải đua xe WSK Euro Series hạng KZ1. Năm 2013, Verstappen vô địch trong giải đua xe kart thế giới CIK-FIA hạng KZ. Ở hạng KF, anh đã dẫn đầu cho đến chặng đua cuối cùng và đứng thứ ba trong bảng xếp hạng các tay đua chung cuộc.

#### Thi đấu trong Công thức 3 và tham gia Công thức 1 (2013-2014)

##### Công thức 3 (2013-2014)
Vào cuối năm 2013, Verstappen đã hoàn thành những buổi lái thử đầu tiên trong hạng xe đua một chỗ ngồi. Trong lần ra mắt Công thức 3, anh đã ngay lập tức lập thời gian nhanh nhất trong ngày. Đầu năm 2014, Verstappen tham gia giải đua xe Florida Winter Series và giành được ba vị trí pole, giành chiến thắng tại hai cuộc đua và đứng trên bục trao giải tổng cộng năm lần.

##### Tham gia một sự kiện Công thức 1 cuối tuần với tư cách là người trẻ nhất (2014)
Vào buổi tập đầu tiên tại giải đua ô tô Công thức 1 Nhật Bản 2014, Verstappen đã thay thế Jean-Éric Vergne để chuẩn bị cho vị trí tay đua chính tại Toro Rosso trong mùa giải 2015. Đồng thời, Verstappen cũng là người trẻ nhất trong lịch sử tham gia một sự kiện Công thức 1 vào cuối tuần vào lúc 17 tuổi và 3 ngày . Vào tháng 8 năm 2014, Verstappen gia nhập Red Bull Junior Team sau khi lái thử một chiếc xe Formula Renault 3.5. Ngoài ra, anh cũng đã nhận được lời đề nghị từ Mercedes để tham gia chương trình phát triển tay đua của họ nhưng anh đã từ chối.

### Công thức 1 (từ 2015 trở đi)

#### Toro Rosso (2015-2016)

##### 2015: Mùa giải đầu tiên trong Công thức 1 với tư cách là tay đua trẻ nhất
Vào năm 2015, Verstappen trở thành tay đua trẻ nhất thi đấu trong Công thức 1 khi tham gia đội hình tay đua của Toro Rosso với Carlos Sainz Jr. Tại giải đua ô tô Công thức 1 Úc 2015, chặng đua đầu tiên của mùa giải, anh đã phá kỷ lục của Jaime Alguersuari để trở thành tay đua chính trẻ nhất vào lúc 17 tuổi 166 ngày. Trong chặng đua ra mắt đầu tiên của anh, Verstappen đang ở vị trí tính điểm cho đến khi buộc phải bỏ cuộc do động cơ bị hỏng. Tại chặng đua tiếp theo ở Malaysia, Verstappen vượt qua vòng phân hạng ở vị trí thứ 6 và kết thúc cuộc đua ở vị trí thứ 7. Đồng thời, anh cũng ghi điểm lần đầu tiên trong sự nghiệp Công thức 1 của mình vào lúc 17 tuổi 180 ngày và phá kỷ lục tay đua trẻ nhất ghi điểm ở Công thức 1 của Daniil Kvyat tại giải đua ô tô Công thức 1 Úc 2014.
Tại giải đua ô tô Công thức 1 Monaco 2015, Verstappen đã va chạm tốc độ cao với Romain Grosjean sau khi tông vào phía sau chiếc xe Lotus của Grosjean khi gần đến vòng cua hẹp đầu tiên, Sainte Devote, và đâm vào hàng rào ở tốc độ cao. Verstappen bị phạt 5 bậc vì gây tai nạn và bị tay đua Felipe Massa của Williams chỉ trích là tay đua "nguy hiểm". Verstappen tiếp tục thường xuyên ghi điểm và kết quả tốt nhất của anh trong mùa giải này là vị trí thứ tư ở Hungary và Hoa Kỳ. Sau khi mùa giải kết thúc, Verstappen đứng chung cuộc ở vị trí thứ 12 với 49 điểm trong bảng xếp hạng các tay đua.
Vào cuối mùa giải này, Verstappen đã nhận được ba giải thưởng tại lễ trao giải do Liên đoàn Ô tô Quốc tế (FIA) tổ chức.

#### 2016: Bốn chặng đua cuối cùng với Toro Rosso trước khi được thăng lên Red Bull Racing
Verstappen bắt đầu mùa giải 2016 với Toro Rosso và tiếp tục đua với Sainz. Tại chặng đua đầu tiên ở Úc, Verstappen đã vượt qua vòng phân hạng ở vị trí thứ năm nhưng chỉ về đích ở vị trí thứ mười sau khi bất đồng vì xếp sau đồng đội Sainz trong ba vòng đua cuối. Tại chặng đua tiếp theo ở Bahrain, Verstappen đã có một cuộc đua thành công hơn sau khi về đích ở vị trí thứ sáu để ghi điểm đầu tiên cho Toro Rosso. Thêm vào đó, anh đã ghi thêm bốn điểm tại giải đua ô tô Công thức 1 Trung Quốc sau khi về đích ở vị trí thứ tám nhưng phải bỏ cuộc tại giải đua ô tô Công thức 1 Nga.

#### Red Bull Racing (2016-nay)

##### 2016: Mùa giải ấn tượng đầu tiên với Red Bull Racing

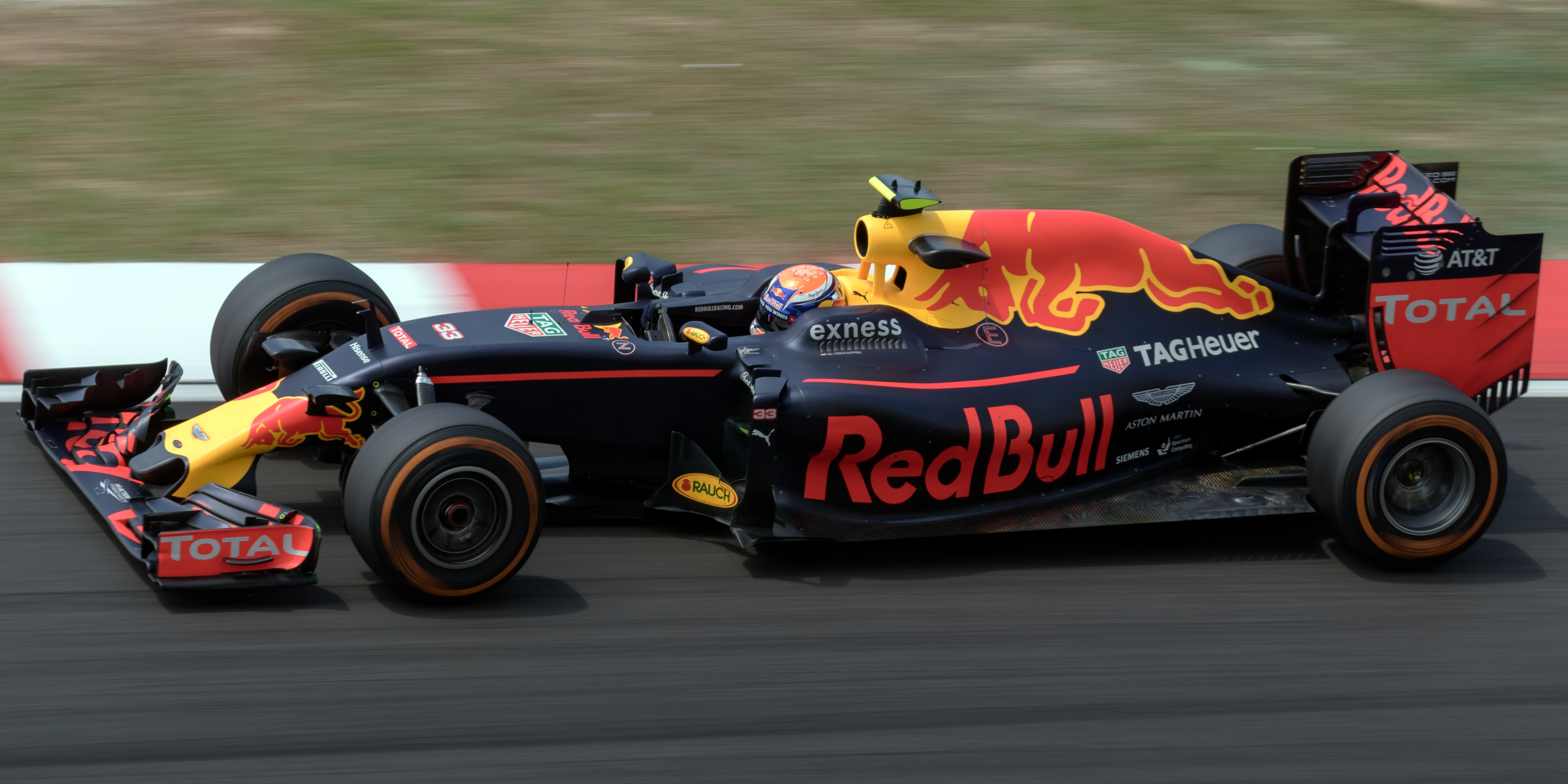
Max Verstappen tại buổi tập đầu tiên tại giải đua ô tô Công thức 1 Malaysia 2016

Vào ngày 5 tháng 5 năm 2016, sau giải đua ô tô Công thức 1 Nga, Red Bull Racing thông báo rằng Verstappen sẽ thay thế Daniil Kvyat từ giải đua ô tô Công thức 1 Tây Ban Nha trở đi. Trong khi đó, Kvyat trở lại Toro Rosso. Sau khi vượt qua vòng phân hạng ở vị trí thứ tư tại giải đua ô tô Công thức 1 Tây Ban Nha, Verstappen leo lên vị trí thứ hai sau đồng đội Daniel Ricciardo ở vòng đua mở màn sau khi cặp tay đua Mercedes bao gồm Lewis Hamilton và Nico Rosberg va chạm với nhau và bỏ cuộc cùng lúc. Verstappen đã dẫn đầu cuộc đua khi anh sử dụng chiến lược hai lần đổi lốp thay vì ba lần đổi lốp như Ricciardo. Với chiến lược đó, anh đã vượt qua Kimi Räikkönen của Ferrari trong các giai đoạn sau của cuộc đua để giành chiến thắng đầu tiên trong sự nghiệp Công thức 1 của mình. Đồng thời, anh đã vượt kỷ lục của Sebastian Vettel để trở thành tay đua trẻ nhất giành chiến thắng trong Công thức 1 khi mới 18 tuổi 228 ngày.
Trong tám chặng đua đầu tiên với Red Bull Racing, anh ấy đã về đích trong các vị trí top 5 sáu lần và trong đó lên bục trao giải bốn lần trong số các chặng đua này.
Tại giải đua ô tô Công thức 1 Bỉ, Verstappen đã va chạm với Räikkönen ở góc cua đầu tiên sau khi xuất phát và đồng thời đẩy Vettel, Räikkönen và Sergio Pérez ra ngoài phạm vi đường đua tại góc cua Les Combes và sau đó cản phá quyết liệt Räikkönen trên đường thẳng Kemmel. Sau vụ việc đó, Verstappen đã bị chỉ trích vì hành vi lái xe nguy hiểm của mình. Do vậy, FIA đã không cho phép tay đua di chuyển khi phanh gấp kể từ tháng 10 vì những lo ngại của các tay đua về các thủ thuật phòng thủ của Verstappen.
Tại giải đua ô tô Công thức 1 Brazil, Verstappen xuất phát ở vị trí thứ tư. Trong một cuộc đua với điều kiện mưa ướt, anh suýt va vào rào chắn sau khi mất lái trên đường thẳng chính do mất lực kéo. Sau khi thay lốp bổ sung từ lốp trung gian trở lại lốp mưa, anh đã tụt xuống vị trí thứ 16 khi chỉ còn 15 vòng đua sót lại. Sau đó, anh đã liên tiếp thực hiện một số cú vượt nhanh chóng trong các vòng đua còn lại để cuối cùng lên bục trao giải sau khi về đích ở vị trí thứ ba. Sau cuộc đua này, anh đã nhận được nhiều lời khen ngợi cho màn trình diễn ấn tượng của mình.
Sau mùa giải này, Verstappen đứng chung cuộc ở vị trí thứ năm với 204 điểm trong bảng xếp hạng các tay đua.

#### 2017: Một mùa giải đầy sóng gió

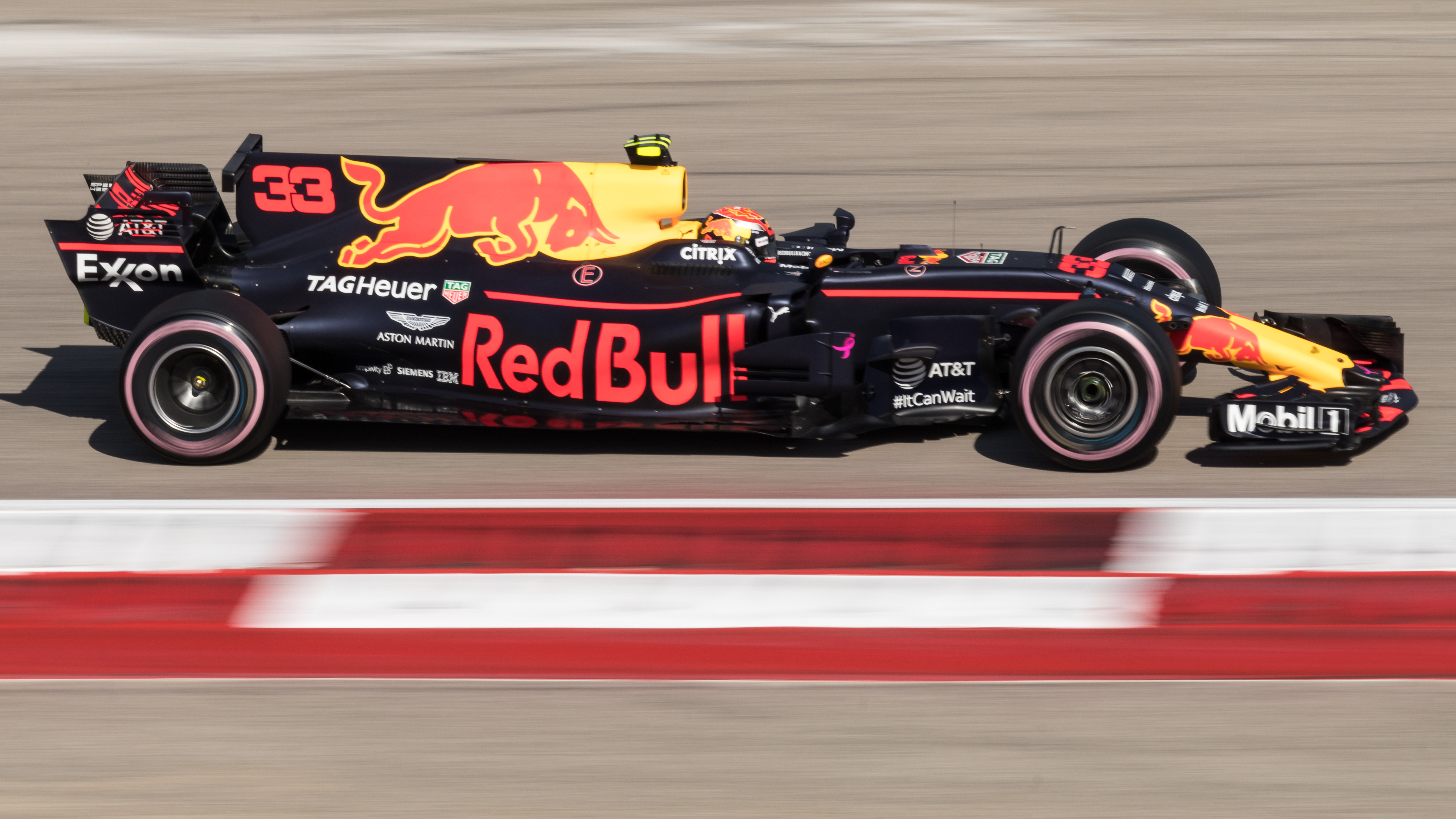
Verstappen tại giải đua ô tô Công thức 1 Hoa Kỳ 2017

Tại hai chặng đua đầu tiên của mùa giải ở Úc và Trung Quốc, Verstappen đều ghi được điểm bao gồm kết quả tốt nhất là vị trí thứ ba ở Trung Quốc và đánh bại đồng đội Ricciardo. Thế nhưng, tại 12 chặng đua tiếp theo, đặc biệt là vào nửa đầu mùa giải, anh đã phải trải qua giai đoạn khó khăn nhất trong sự nghiệp Công thức 1 của mình khi anh đã phải bỏ cuộc tới 7 trong số chặng đua này, bốn trong số đó là lỗi kỹ thuật và ba chặng đua còn lại là do các cuộc va chạm ở vòng đua đầu tiên ở Tây Ban Nha, Áo và Singapore. Sau giai đoạn này, Verstappen có một giai đoạn ổn định và thành công hơn. Tại giải đua ô tô Công thức 1 Malaysia, anh đã giành chiến thắng lần đầu tiên trong mùa giải này sau khi vượt qua nhà vô địch ba lần Lewis Hamilton để dẫn đầu trong giai đoạn đầu của cuộc đua. Tiếp theo đó, anh về nhì tại chặng đua tiếp theo ở Nhật Bản. Tại chặng đua sau đó, anh về đích ở vị trí thứ ba nhưng bị tụt xuống vị trí thứ tư sau cuộc đua vì anh vượt qua Kimi Räikkönen một cách bất hợp pháp. Sau chặng đua này, Verstappen đã đã giành chiến thắng lần thứ hai ở Mexico sau khi vượt qua Sebastian Vettel ở vòng đua mở màn và tận dụng vụ va chạm giữa Vettel và Hamilton.
Sau mùa giải này, Verstappen đứng chung cuộc ở vị trí thứ sáu với 168 điểm trong bảng xếp hạng các tay đua.

##### 2018
Đầu mùa giải, Verstappen thường xuyên pha va chạm với nhiều tay đua khác. Tại giải đua ô tô Công thức 1 Bahrain, anh phải bỏ cuộc sau khi va chạm trong vòng phân hạng. Tại giải đua ô tô Công thức 1 Trung Quốc, anh ta đã va chạm với Sebastian Vettel, làm hỏng chiếc xe của anh ta.đồng đội Daniel Ricciardo ở giải đua ô tô Công thức 1 Azerbaijan khiến cho cả hai phải bỏ cuộc. Đến giữa mùa giải, tận dụng việc cả 2 chiếc xe Mercedes đều phải bỏ cuộc, Verstappen đã mang về chiến thắng đầu tiên trên sân nhà Red Bull Ring cho đội đua Red Bull. Cuối mùa giải, anh có thêm một chiến thắng ở giải đua ô tô Công thức 1 Mexico. Và khi đang dẫn đầu rất thoải mái ở giải đua ô tô Công thức 1 Brasil thì Verstappen lại để va chạm với tay đua đang bị bắt vòng Esteban Ocon làm cho anh bị tụt xuống vị trí thứ 2. Anh để lại ấn tượng không được tốt khi cãi vã với Ocon.

##### 2019
Trong mùa giải này, Verstappen đánh bại các tay đua Ferrari để cán đích ở vị trí thứ ba trên BXH tổng chỉ sau hai tay đua Mercedes.
Sau khi đồng đội Ricciardo chuyển đến đội Renault vào năm 2019, đồng đội mới của anh là Pierre Gasly. Verstappen vượt qua vòng loại ở vị trí thứ tư và về thứ ba tại Úc, lần đầu tiên một tay đua do Honda cung cấp động cơ lên bục trao giải kể từ giải đua ô tô Công thức 1 Anh 2008. Verstappen đang trên đường cán đích ở vị trí thứ ba tại Bahrain trước khi một chiếc xe an toàn đến muộn đã ngăn cản anh vượt qua chiếc Ferrari yếu của Charles Leclerc, giữ anh ở vị trí thứ tư. Tiếp theo, anh đã giành thêm vị trí thứ tư ở Trung Quốc và Azerbaijan, và một vị trí thứ ba thuộc Tây Ban Nha. Ở Monaco, Verstappen vượt qua vòng loại ở vị trí thứ ba. Anh lái nhầm chỗ pit của Valtteri Bottas trong lần dừng pit của các tay đua, giành vị trí thứ hai nhưng kết quả là bị phạt 5 giây. Verstappen vượt lên dẫn trước ở vị trí thứ hai nhưng bị tụt xuống thứ tư do bị phạt. Tại Canada, vòng đua cuối cùng của Verstappen trong phần thi vòng loại thứ hai bị cản trở bởi một lá cờ đỏ do va chạm của Kevin Magnussen. Điều này khiến Verstappen vượt qua vòng loại ở vị trí thứ 11 và bắt đầu cuộc đua ở vị trí thứ chín. Anh sau đó đã hồi phục để về đích ở vị trí thứ năm. Tại Pháp, anh xuất phát và về đích ở vị trí thứ tư.
Chiến thắng đầu tiên trong mùa của Verstappen là ở chặng 9-GP Áo, nơi anh đã có cú vượt Charles Leclerc ở vòng áp chót. Hai tay đua cùng sinh năm 1997 này tiếp tục so kè quyết liệt để giành vị trí thứ 3 ở chặng 10-GP Anh, lần này Verstappen chịu thất bại, chỉ cán đích thứ năm.
Verstappen giành chiến thắng thứ 2 trong mùa ở cuộc đua dưới mưa ở GP Đức, anh có khởi đầu chậm chạp nhưng đã tận dụng được pha mất lái của Lewis Hamilton. Ở chặng đua tiếp theo GP Hungary, Verstappen có lần đầu tiên trong sự nghiệp giành pole, tuy nhiên anh chỉ về nhì sau Hamilton.
Trước thềm chặng đua GP giải Bỉ, Verstappen có đồng đội mới là Alexander Albon sau khi Pierre Gasly bị bắt phải trở lại Toro Rosso. Trong cuộc đua đó, Verstappen đã có một khởi đầu không tốt và va chạm với Kimi Räikkönen ở vòng cua đầu tiên, dẫn đến hỏng hệ thống treo lốp xe và khiến anh phải bỏ cuộc lần đầu tiên trong mùa giải. Ở Ý, anh đã không ấn định thời gian trong vòng loại sau khi xe của anh bị mất điện ở Q1, nhưng anh đã được yêu cầu xuất phát từ phía sau đường pit do bị phạt bộ phận động cơ. Sau khi làm hỏng mũi xe của mình ở vòng đầu tiên, anh đã hồi phục để kết thúc cuộc đua ở vị trí thứ tám. Anh đã lấy thêm vị trí thứ ba và thứ tư theo sau lần lượt tại Singapore và Nga. Sau khi bị lôi vào trong một vụ va chạm ở vòng đầu tiên với Charles Leclerc ở Nhật Bản, Verstappen phải bỏ cuộc lần thứ hai trong mùa giải. Ở Mexico, anh vượt qua vòng loại ở vị trí đầu tiên sau khi thiết lập thời gian vòng đua nhanh nhất trong qualifying, trước khi bị phạt vì phớt lờ cờ vàng sau một pha va chạm của Valtteri Bottas. Verstappen bị đâm thủng sớm trong cuộc đua sau khi va chạm với Bottas, rơi xuống vị trí cuối cùng trước khi leo lên vị trí thứ sáu. Tiếp theo, anh cán đích ở vị trí thứ ba tại Hoa Kỳ, trước khi Verstappen giành vị trí pole thứ hai trong sự nghiệp với thời gian 1:07.508 tại Brazil. Trong một cuộc đua hỗn loạn, anh đã hai lần vượt qua Lewis Hamilton để dẫn đầu trước khi giành chiến thắng thứ ba trong mùa giải. Verstappen kết thúc mùa giải với vị trí thứ hai tại Abu Dhabi.
Verstappen kết thúc mùa giải 2019 ở vị trí thứ 3 chung cuộc với 278 điểm. Anh đã giành được ba chiến thắng trong cuộc đua, chín lần về đích trên bục trao giải, hai vị trí pole và ba vòng đua nhanh nhất.

##### 2020
Verstappen có hai chiến thắng ở chặng đua kỷ niệm 70 năm ở Silverstone và chặng đua cuối cùng Abu Dhabi. Và trừ chặng đua GP Thổ Nhĩ Kỳ (chỉ về đích thứ 6) thì Verstappen đã lên bục trao giải ở mọi chặng đua mà anh cán đích.
Nhưng việc có tới 5 chặng đua phải bỏ cuộc đã khiến cho Verstappen sớm từ bỏ cuộc đua vô địch với Lewis Hamilton. Anh tiếp tục đứng thứ 3 toàn mùa giải.

##### 2021: Lần đầu tiên giành chức vô địch
Verstappen tiếp tục đua cho đội Red Bull, nhưng với đồng đội mới là Sergio Pérez, người đã rời đội Racing Point (hiện là đội đua Aston Martin).
Verstappen giành pole ở chặng đua mở màn nhưng anh bị Lewis Hamilton nhảy cóc ở lần pit đầu tiên. Sau đó thì Verstappen có pha vượt lỗi nên phải miễn cưỡng trả vị trí dẫn đầu cho đối phương, chỉ có thể về nhì. Không phải chờ quá lâu Verstappen có chiến thắng đầu tiên trong mùa ở cuộc đua trên đường ướt của chặng đua GP Emilia Romagna, sau khi đã vượt được Hamilton ở pha xuất phát. Trong sự nghiệp của anh, anh lần đầu tiên dẫn đầu.
Ở các chặng đua ở Bồ Đào Nha và Tây Ban Nha thì Verstappen đều về nhì sau Hamilton. Anh trở lại bục chiến thắng ở chặng đua GP Monaco. Đây là cuộc đua Verstappen xuất phát từ vị trí thứ hai trong khi vị trí xuất phát pole vốn thuộc về tay đua nước chủ nhà Charles Leclerc bị bỏ trống vì Leclerc không tham gia cuộc đua chính.

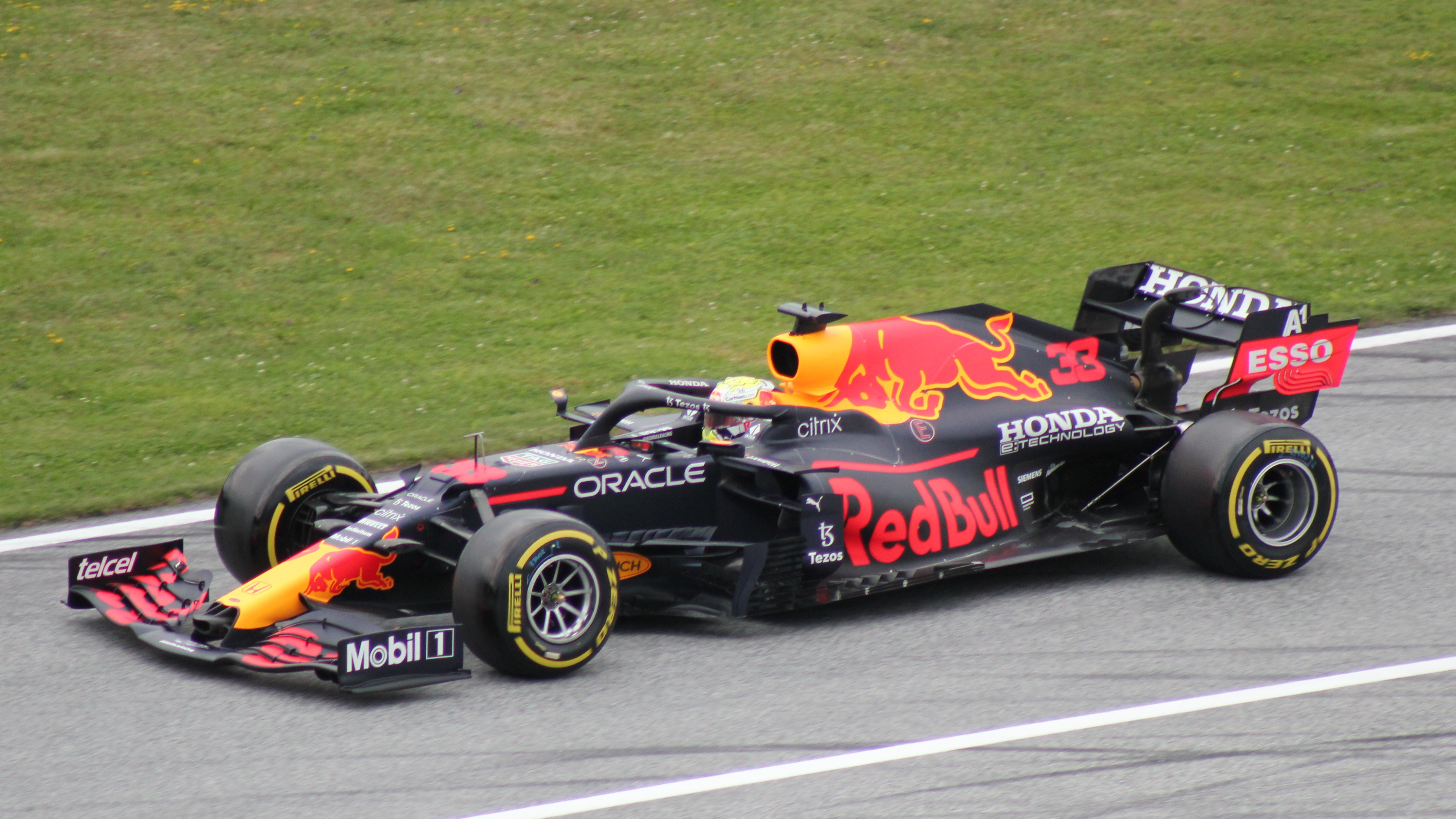
Verstappen ở Chặng đua GP Áo 2021

Chặng 6 GP Azerbaijan, Verstappen là người dẫn đầu cho đến khi cuộc đua còn 3 vòng nữa nhưng lại bị nổ lốp xe và tông rào ngay ở đoạn thẳng xuất phát. Sự cố khiến cho tay đua người Hà Lan rất không hài lòng với nhà cung cấp lốp Pirelli. Dù sao thì anh đã vùng dậy mạnh mẽ bằng chuỗi 3 pole-to-win liên tiếp ở các chặng đua 7-8-9 ở các trường đua Paul Ricard và Red Bull Ring.
Ở chặng 10-GP Anh, Verstappen là người đầu tiên chiến thắng cuộc đua sprint-race. Tuy nhiên ở cuộc đua chính, ngay ở vòng đầu tiên anh đã phải bỏ cuộc do va chạm với Hamilton khi cả hai đang tranh chấp vị trí dẫn đầu. Hamilton dù bị phạt 10 giây nhưng vẫn giành chiến thắng. Thảm họa lại đến với Verstappen ở chặng 11-GP Hungary khi anh bị một tay đua Mercedes khác là Valtteri Bottas phạm lỗi ở pha xuất phát nên chỉ cán đích ở vị trí thứ 9. Vì vậy là Verstappen để mất ngôi đầu bảng vào tay Hamilton.
Sau kì nghỉ hè, là hai chặng đua sân nhà liên tiếp của Verstappen. Anh được tính là đã chiến thắng chặng đua GP Bỉ (quê mẹ và là nơi sinh) dù không thực sự đua chính vòng đua nào (do cuộc đua bị hủy vì trời mưa lớn). Và ở GP Hà Lan, Verstappen làm nức lòng khán giả nhà với một chiến thắng giúp anh đòi lại ngôi đầu trên BXH tổng. Ở GP Ý, Verstappen có tình huống vào pit chậm, sau đó anh gây tai nạn nghiêm trọng cho Lewis Hamilton khiến cho cả 2 đều phải bỏ cuộc.
Ở chặng đua GP Nga, Verstappen phải xuất phát từ vị trí cuối cùng do lỗi thay động cơ nhưng anh vẫn có thể cán đích ở vị trí thứ hai sau Hamilton, một lần nữa để mất ngôi đầu bảng cho đối thủ. Verstappen lấy lại ngôi đầu sau chặng đua GP Thổ Nhĩ Kỳ, nơi anh có lần thứ hai liên tiếp về nhì trong khi Hamilton chỉ xếp thứ năm.
Sau đó, tay đua người Hà Lan tiếp tục nới rộng khoảng cách bằng 2 chiến thắng liên tiếp ở chặng đua GP Hoa Kỳ và Mexico.

##### 2022: Bảo vệ chức vô địch thành công
Verstappen tiếp tục đua tại Red Bull vào năm 2022. Anh quyết định đua với tư cách là đương kim vô địch với số đua 1 thay vì số đua vĩnh viễn là 33. Kể từ khi giới thiệu số xuất phát cố định cho mùa giải 2014, Verstappen là tay đua thứ hai, sau Sebastian Vettel, thực hiện điều này trong cùng mùa giải đó. Tại chặng đua đầu tiên của mùa giải 2022 ở Bahrain, anh phải bỏ cuộc sớm do lỗi hệ thống nhiên liệu khi đang ở vị trí thứ 2. Anh đã có thể giành chiến thắng tại giải giải đua ô tô Công thức 1 Ả Rập Xê Út sau đó sau một cuộc đọ sức kéo dài với Charles Leclerc. Tại giải đua ô tô Công thức 1 Úc, anh đang trên đường đến đích ở vị trí top 3 nhưng phải bỏ dở cuộc đua do sự cố kỹ thuật. Tuy nhiên, anh đã có thể giành được chiến thắng liên tiếp tại giải đua ô tô Công thức 1 Emilia-Romagna và giải đua ô tô Công thức 1 Miami.

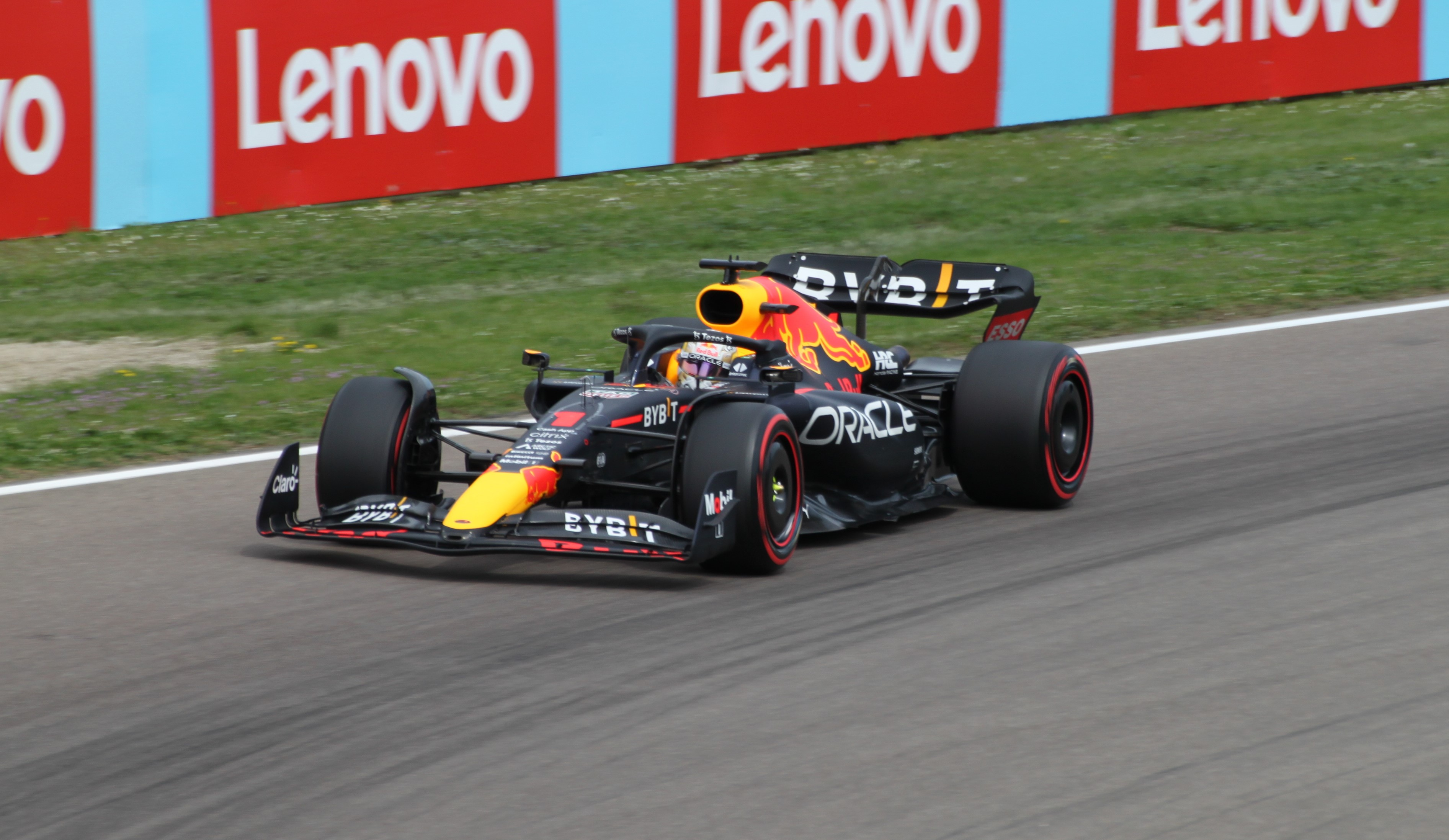
Verstappen vào mùa giải 2022

Thông qua một chiến thắng khác tại giải đua ô tô Công thức 1 Tây Ban Nha, anh lần đầu tiên dẫn đầu vào mùa giải này. Sau vị trí thứ ba ở Monaco và một chiến thắng khác tại Azerbaijan, anh có thể kéo dài vị trí dẫn đầu của mình trên Sergio Pérez, người lần đầu tiên đứng ở vị trí thứ hai trên bảng xếp hạng các tay đua, lên 21 điểm. Bắt đầu từ vị trí pole, Verstappen giành chiến thắng thứ sáu trong mùa giải tại giải đua ô tô Công thức 1 Canada. Tại giải đua ô tô Công thức 1 Anh, Verstappen phải từ bỏ vị trí dẫn đầu sau khi gầm xe bị hỏng và kết thúc cuộc đua ở vị trí thứ 7. Sau khi về nhì tại giải đua ô tô Công thức 1 Áo, Verstappen dẫn đầu tại chặng đua GP Pháp sau một cú tai nạn của Charles Leclerc và giành chiến thắng cuộc đua đó và kéo dài vị trí dẫn đầu của mình trong bảng xếp hạng các tay đua lên 63 điểm. Sau sự cố động cơ ở vòng phân hạng, Verstappen phải xuất phát từ vị trí thứ 10 tại giải đua ô tô Công thức 1 Hungary. Sau những pha vượt biên tốt với tốc độ tốt, Verstappen vẫn có thể giành được chiến thắng thứ 8 trong mùa giải với chiến lược hai lần đổi lốp. Sau một án phạt về động cơ, Verstappen phải xuất phát từ vị trí thứ 13 tại giải đua ô tô Công thức 1 Bỉ. Với chiến thuật hai lần đổi lốp, Verstappen rõ ràng đã có thể giành chiến thắng trong cuộc đua. Cũng tại cuộc đua quê hương của mình ở Zandvoort, Verstappen giành chiến thắng sau khi xuất phát từ vị trí pole và lập vòng đua nhanh nhất. Ở Monza, Verstappen đã giành chiến thắng cuộc đua từ vị trí thứ 7 và giành chiến thắng thứ 11 trong mùa giải.
Anh xuất phát tại giải đua ô tô Công thức 1 Nhật Bản từ vị trí pole sau cuộc điều tra về một sự cố liên quan đến Lando Norris ở vòng phân hạng. Sau khi cuộc đua bị gián đoạn trong một thời gian dài do điều kiện bất lợi, Verstappen đã có thể tự tin khẳng định mình trên đường đua ướt và đạt được chiến thắng thứ 32 trong sự nghiệp. Một án phạt cho Charles Leclerc do một sự cố ở vòng đua cuối cùng đã khiến đồng đội Sergio Pérez leo lên thứ hai và điều đó cuối cùng giúp Verstappen vượt lên dẫn trước Leclerc để sớm giành chức vô địch lần thứ 2. Điều này khiến anh trở thành nhà vô địch Công thức 1 thứ 11 bảo vệ thành công danh hiệu của mình.
Verstappen tiếp tục giành chiến thắng ở Mỹ và do đó đã giành được chiến thắng thứ 13 trong mùa giải. Chỉ có Sebastian Vettel và Michael Schumacher cũng làm được điều tương tự. Anh đã tiếp tục giành chiến thắng ở Mexico và do đó thiết lập kỷ lục mới với 14 trận thắng trong mùa giải, vượt qua Sebastian Vettel và Michael Schumacher. Tại giải đua ô tô Công thức 1 Sao Paulo, anh va chạm với Lewis Hamilton và từ chối đưa lại vị trí cho đồng đội. Điều này đã gây ra tranh cãi lớn. Tại chặng đua cuối cùng của mùa giải, anh giành chiến thắng lần thứ 15 trong mùa giải.
Trong mùa giải này, anh kết thúc với 454 điểm, 15 chiến thắng, 17 lần lên bục trao giải, 8 lần lên vị trí pole và 5 lần lập vòng đua nhanh nhất.

##### 2023: Vô địch lần thứ 3 liên tiếp
Verstappen tiếp tục đua cho Red Bull với tư cách là đương kim vô địch. Anh tiếp tục đua cùng  người đồng đội Sergio Pérez. Đây là một mùa giải chứng kiến sự thống trị của tay đua người Hà Lan khi anh đạt 19/22 chiến thắng chặng, 12/22 pole và dành số điểm kỉ lục 575 điểm. Lần duy nhất Max trượt khỏi bục podium là tại GP Singapore khi anh chỉ về đích thứ 5, xếp sau Charles Leclerc, Lewis Hamilton, Lando Norris và Carlos Sainz Jr..
Mùa giải bắt đầu khá suôn sẻ với Max Verstappen khi anh giành pole và về nhất tại GP Bahrain. Thật không may trục trặc lại diễn ra khiến Max chỉ xuất phát ở vị trí thứ 15 tại Ả Rập Xê Út, nhưng đã đã về đích ở vị trí thứ 2 sau người đồng đội Sergio Pérez, theo sau là chiến thắng chặng tại GP Úc và về nhì tại Azerbaijan.
Sau đó là chuỗi thắng kỉ lục của Max Verstappen. Anh bắt đầu ở vị trí thứ 9 tại Miami sau khi cờ đỏ đã phá hỏng vòng phân hạng nhưng xuất sắc dành được chiến thắng chặng. Theo sau là những chiến thắng liên tiếp tại GP Monaco, GP Tây Ban Nha, GP Canada và GP Áo, trong đó chặng đua tại Canada đánh dấu chiến thắng thứ 100 của đội đua Red Bull Racing. Max Verstappen sau đó có được chiến thắng tại Silverstone sau màn rượt đuổi với Lando Norris. Anh cũng về đích đầu tiên tại Hungary, Bỉ và quê nhà Hà Lan để đi vào lịch sử với tư cách là tay đua đầu tiên dành chiến thắng tại tất cả chặng đua Châu Âu trong lịch sử Công thức 1.
GP Singapore là chặng đua đáng quên nhất của đội đua Red Bull khi cả hai tay đua của họ đều bị loại khỏi Q2 và chỉ về đích lần lượt thứ 8 và thứ 5, đồng thời chấm dứt chuỗi 10 chiến thắng chặng của Max Verstappen. Nhưng tay đua người Hà Lan lại tiếp tục chiến thắng tại 7 chặng đua còn lại của mùa giải (GP Nhật Bản, GP Qatar, GP Hoa Kỳ, GP Mexico, GP São Paulo, GP Las Vegas và GP Abu Dhabi), trong đó anh đã dành được chức vô địch sau Sprint Qatar dù xếp thứ 2 sau Oscar Piastri.
Chặng đua cuối cùng tại Abu Dhabi ghi nhận kỉ lục của Max Verstappen khi anh ghi được 575 điểm, phá vỡ kỉ lục của năm ngoái của chính bản thân và gấp đôi người đồng đội cũng đồng thời là người xếp thứ 2 Sergio Pérez khi tay đua người Mexico chỉ có 285 điểm. Chung cuộc, đội đua Red Bull có chức vô địch lần thứ 6 trong lịch sử.

## Đời tư
Verstappen sinh ra ở Hasselt, Bỉ nên có quốc tịch Bỉ nhưng đã chọn thi đấu bằng quốc tịch Hà Lan của người bố. Gia đình anh có truyền thống thi đấu các môn đua xe. Bố của anh, Jos Verstappen, là cựu tay đua F1 người Hà Lan, còn người mẹ quốc tịch Bỉ Sophie Kumpen cũng từng thử sức ở các giải karting.
Verstappen sử dụng số xe cố định là số 33. Anh chọn linh vật là con sử tử để in lên bảo hiểm của mình. Ngoài đua xe, anh còn là fan hâm mộ của câu lạc bộ PSV Eindhoven.
Từ đầu năm 2021, Max Verstappen công khai mối quan hệ với Kelly Piquet, con gái của huyền thoại Công thức 1 người Brazil Nelson Piquet.

## Thống kê thành tích

### Thống kê tổng thể
| Mùa giải | Giải đua                        | Đội đua                      | Số chặng đua đã tham gia | Số lần giành chiến thắng | Số vị trí pole | Vòng đua nhanh nhất | Số lần lên bục trao giải | Tổng điểm | Vị trí tổng thể |
| -------- | ------------------------------- | ---------------------------- | ------------------------ | ------------------------ | -------------- | ------------------- | ------------------------ | --------- | --------------- |
| 2014     | Florida Winter Series           | N/A                          | 12                       | 2                        | 3              | 3                   | N/A                      | N/A       | N/A             |
| 2014     | Giải đua xe Công thức 3 châu Âu | Van Amersfoort Racing        | 33                       | 10                       | 7              | 7                   | 16                       | 411       | 3               |
| 2014     | Macau Grand Prix                | Van Amersfoort Racing        | 1                        | 0                        | 0              | 1                   | 0                        | N/A       | 7               |
| 2014     | Zandvoort Masters               | Motopark                     | 1                        | 1                        | 1              | 0                   | 1                        | N/A       | 1               |
| 2015     | Công thức 1                     | Scuderia Toro Rosso          | 19                       | 0                        | 0              | 0                   | 0                        | 49        | 12              |
| 2016     | Công thức 1                     | Scuderia Toro Rosso          | 4                        | 0                        | 0              | 0                   | 0                        | 204       | 5               |
| 2016     | Công thức 1                     | Red Bull Racing              | 17                       | 1                        | 0              | 1                   | 7                        | 204       | 5               |
| 2017     | Công thức 1                     | Red Bull Racing              | 20                       | 2                        | 0              | 1                   | 4                        | 168       | 6               |
| 2018     | Công thức 1                     | Aston Martin Red Bull Racing | 21                       | 2                        | 0              | 2                   | 11                       | 249       | 4               |
| 2019     | Công thức 1                     | Aston Martin Red Bull Racing | 21                       | 3                        | 2              | 3                   | 9                        | 278       | 3               |
| 2020     | Công thức 1                     | Aston Martin Red Bull Racing | 17                       | 2                        | 1              | 3                   | 11                       | 214       | 3               |
| 2021     | Công thức 1                     | Red Bull Racing Honda        | 22                       | 10                       | 10             | 6                   | 18                       | 395,5     | 1               |
| 2022     | Công thức 1                     | Oracle Red Bull Racing       | 22                       | 15                       | 7              | 5                   | 17                       | 454       | 1               |
| 2023     | Công thức 1                     | Oracle Red Bull Racing       | 22                       | 19                       | 12             | 9                   | 21                       | 575       | 1               |

Chú thích:
- * Mùa giải đang diễn ra.

### Thống kê chi tiết

#### Sự nghiệp Công thức 1 (2015-nay)
| Mùa giải | Đội đua                      | Xe đua           | 1   | 2   | 3   | 4      | 5   | 6   | 7   | 8   | 9      | 10     | 11     | 12  | 13  | 14     | 15  | 16  | 17     | 18  | 19  | 20  | 21  | 22  | 23 | Tổng điểm | Vị trí cuối cùng |
| -------- | ---------------------------- | ---------------- | --- | --- | --- | ------ | --- | --- | --- | --- | ------ | ------ | ------ | --- | --- | ------ | --- | --- | ------ | --- | --- | --- | --- | --- | -- | --------- | ---------------- |
| 2015     | Scuderia Toro Rosso          | Toro Rosso STR10 | AUS | MAL | CHN | BHR    | ESP | MON | CAN | AUT | GBR    | HUN    | BEL    | ITA | SIN | JPN    | RUS | USA | MEX    | BRA | ABU |     |     |     |    | 49        | 12               |
| 2015     | Scuderia Toro Rosso          | Toro Rosso STR10 | Ret | 7   | 17† | Ret    | 11  | Ret | 15  | 8   | Ret    | 4      | 8      | 12  | 8   | 9      | 10  | 4   | 9      | 9   | 16  |     |     |     |    | 49        | 12               |
| 2016     | Scuderia Toro Rosso          | Toro Rosso STR11 | AUS | BHR | CHN | RUS    | ESP | MON | CAN | EUR | AUT    | GBR    | HUN    | GER | BEL | ITA    | SIN | MAL | JPN    | USA | MEX | BRA | ABU |     |    | 204       | 5                |
| 2016     | Scuderia Toro Rosso          | Toro Rosso STR11 | 10  | 6   | 8   | Ret    |     |     |     |     |        |        |        |     |     |        |     |     |        |     |     |     |     |     |    | 204       | 5                |
| 2016     | Red Bull Racing              | Red Bull RB12    |     |     |     |        | 1   | Ret | 4   | 8   | 2      | 2      | 5      | 3   | 11  | 7      | 6   | 2   | 2      | Ret | 4   | 3F  | 4   |     |    | 204       | 5                |
| 2017     | Red Bull Racing              | Red Bull RB13    | AUS | CHN | BHR | RUS    | ESP | MON | CAN | AZE | AUT    | GBR    | HUN    | BEL | ITA | SIN    | MAL | JPN | USA    | MEX | BRA | ABU |     |     |    | 168       | 6                |
| 2017     | Red Bull Racing              | Red Bull RB13    | 5   | 3   | Ret | 5      | Ret | 5   | Ret | Ret | Ret    | 4      | 5      | Ret | 10  | Ret    | 1   | 2   | 4      | 1   | 5F  | 5   |     |     |    | 168       | 6                |
| 2018     | Aston Martin Red Bull Racing | Red Bull RB14    | AUS | BHR | CHN | AZE    | ESP | MON | CAN | FRA | AUT    | GBR    | GER    | HUN | BEL | ITA    | SIN | RUS | JPN    | USA | MEX | BRA | ABU |     |    | 249       | 3                |
| 2018     | Aston Martin Red Bull Racing | Red Bull RB14    | 6   | Ret | 5   | Ret    | 3   | 9F  | 3F  | 2   | 1      | 15     | 4      | Ret | 3   | 5      | 2   | 5   | 3      | 2   | 1   | 2   | 3   |     |    | 249       | 3                |
| 2019     | Aston Martin Red Bull Racing | Red Bull RB15    | AUS | BHR | CHN | AZE    | ESP | MON | CAN | FRA | AUT    | GBR    | GER    | HUN | BEL | ITA    | SIN | RUS | JPN    | MEX | USA | BRA | ABU |     |    | 278       | 3                |
| 2019     | Aston Martin Red Bull Racing | Red Bull RB15    | 3   | 4   | 4   | 4      | 3   | 4   | 5   | 4   | 1F     | 5      | 1F     | 2PF | Ret | 8      | 3   | 4   | Ret    | 6   | 3   | 1P  | 2   |     |    | 278       | 3                |
| 2020     | Aston Martin Red Bull Racing | Red Bull RB16    | AUT | STY | HUN | GBR    | 70A | ESP | BEL | ITA | TOS    | RUS    | EIF    | POR | EMI | TUR    | BHR | SKH | ABU    |     |     |     |     |     |    | 214       | 3                |
| 2020     | Aston Martin Red Bull Racing | Red Bull RB16    | Ret | 3   | 2   | 2F     | 1   | 2   | 3   | Ret | Ret    | 2      | 2F     | 3   | Ret | 6      | 2F  | Ret | 1P     |     |     |     |     |     |    | 214       | 3                |
| 2021     | Red Bull Racing Honda        | Red Bull RB16    | BHR | EMI | POR | ESP    | MON | AZE | FRA | STY | AUT    | GBR    | HUN    | BEL | NED | ITA    | RUS | TUR | USA    | MXC | SAP | QAT | SAU | ABU |    | 395,5     | 1                |
| 2021     | Red Bull Racing Honda        | Red Bull RB16    | 2P  | 1   | 2   | 2F     | 1   | 18F | 1PF | 1P  | 1PF    | Ret1 P | 9      | 1P  | 1P  | Ret2 P | 2   | 2   | 1P     | 1   | 2   | 2F  | 2   | 1PF |    | 395,5     | 1                |
| 2022     | Oracle Red Bull Racing       | Red Bull RB18    | BHR | SAU | AUS | EMI    | MIA | ESP | MON | AZE | CAN    | GBR    | AUT    | FRA | HUN | BEL    | NED | ITA | SIN    | JPN | USA | MXC | SAP | ABU |    | 454       | 1                |
| 2022     | Oracle Red Bull Racing       | Red Bull RB18    | 19  | 1   | Ret | 1P 1 F | 1F  | 1   | 3   | 1   | 1P     | 7      | 2P 1 F | 1   | 1   | 1F     | 1PF | 1   | 7      | 1P  | 1   | 1P  | 64  | 1P  |    | 454       | 1                |
| 2023     | Oracle Red Bull Racing       | Red Bull RB19    | BHR | SAU | AUS | AZE    | MIA | MON | ESP | CAN | AUT    | GBR    | HUN    | BEL | NED | ITA    | SIN | JPN | QAT    | USA | MXC | SAP | LVG | ABU |    | 575       | 1                |
| 2023     | Oracle Red Bull Racing       | Red Bull RB19    | 1P  | 2F  | 1P  | 23     | 1F  | 1P  | 1PF | 1P  | 1P 1 F | 1PF    | 1F     | 1   | 1P  | 1      | 5   | 1PF | 1P 2 F | 1   | 1   | 1P1 | 1   | 1P  |    | 575       | 1                |

Chú thích
- * – Mùa giải đang diễn ra.
- † – Tay đua không hoàn thành chặng đua nhưng được xếp hạng vi đã hoàn thành hơn 90% của cuộc đua.
- ‡ – Số điểm được chia làm nửa vì 75% của cuộc đua được hoàn thành.

Chú thích cho bảng trên
| Chú thích                | Chú thích                                |
| Màu                      | Ý nghĩa                                  |
| ------------------------ | ---------------------------------------- |
| Vàng                     | Chiến thắng                              |
| Bạc                      | Hạng 2                                   |
| Đồng                     | Hạng 3                                   |
| Xanh lá                  | Các vị trí ghi điểm khác                 |
| Xanh dương               | Được xếp hạng                            |
| Xanh dương               | Không xếp hạng, có hoàn thành (NC)       |
| Tím                      | Không xếp hạng, bỏ cuộc (Ret)            |
| Đỏ                       | Không phân hạng (DNQ)                    |
| Đen                      | Bị loại khỏi kết quả (DSQ)               |
| Trắng                    | Không xuất phát (DNS)                    |
| Trắng                    | Chặng đua bị hủy (C)                     |
|                          | Không đua thử (DNP)                      |
| Loại trừ (EX)            |                                          |
| Không đến (DNA)          |                                          |
| Rút lui (WD)             |                                          |
| Không tham gia (ô trống) |                                          |
| Ghi chú                  | Ý nghĩa                                  |
| P                        | Giành vị trí pole                        |
| Số mũ cao                | Vị trí giành điểm tại chặng đua nước rút |
| F                        | Vòng đua nhanh nhất                      |

### Các kỷ lục trong Công thức 1
Trong suốt sự nghiệp Công thức 1 của mình, Verstappen giành được những kỷ lục này:
| Kỷ lục                                                 | Kỷ lục            | Đạt được                                                                    |
| ------------------------------------------------------ | ----------------- | --------------------------------------------------------------------------- |
| Tay đua trẻ nhất tham gia một chặng đua                | 17 tuổi, 166 ngày | Giải đua ô tô Công thức 1 Úc 2015                                           |
| Tay đua trẻ nhất ghi điểm                              | 17 tuổi, 180 ngày | Giải đua ô tô Công thức 1 Malaysia 2015                                     |
| Tay đua trẻ nhất giành chiến thắng                     | 18 tuổi, 228 ngày | Giải đua ô tô Công thức 1 Tây Ban Nha 2016                                  |
| Tay đua trẻ nhất lên bục trao giải                     | 18 tuổi, 228 ngày | Giải đua ô tô Công thức 1 Tây Ban Nha 2016                                  |
| Tay đua trẻ nhất dẫn đầu một chặng đua                 | 18 tuổi, 228 ngày | Giải đua ô tô Công thức 1 Tây Ban Nha 2016                                  |
| Tay đua trẻ nhất lập vòng đua nhanh nhất               | 19 tuổi, 44 ngày  | Giải đua ô tô Công thức 1 Brasil 2016                                       |
| Tay đua trẻ nhất lập một grand slam                    | 23 tuổi, 277 ngày | Giải đua ô tô Công thức 1 Áo 2021                                           |
| Lên được nhiều bục trao giải nhất trong một mùa giải   | 18                | 2021                                                                        |
| Nhiều chiến thắng nhất trong một mùa giải              | 15                | 2022                                                                        |
| Nhiều điểm nhất trong một mùa giải                     | 454               | 2022                                                                        |
| Nhiều vòng đua dẫn đầu nhất trong một mùa giải         | 1003              | 2023                                                                        |
| Nhiều chiến thắng liên tiếp nhất                       | 10                | Giải đua ô tô Công thức 1 Miami 2023 – Giải đua ô tô Công thức 1 Ý 2023     |
| Nhiều lần về đích ở hai vị trí đầu tiên liên tiếp nhất | 15                | Giải đua ô tô Công thức 1 Abu Dhabi 2022 – Giải đua ô tô Công thức 1 Ý 2023 |
| Nhiều chiến thắng xuất phát từ vị trí pole nhất        | 12                | 2023                                                                        |

Chú thích:
1. ↑  Kỷ lục được chia cùng Michael Schumacher (2002)